# Micrurus decoratus
Micrurus decoratus este o specie de șerpi din genul Micrurus, familia Elapidae, descrisă de Jan 1858. Conform Catalogue of Life specia Micrurus decoratus nu are subspecii cunoscute.